# 伯都 (哈剌鲁氏)
伯都（1277年—1309年），元朝大臣。哈剌鲁氏（葛逻禄），集贤大学士曲枢长子。
伯都早年与其父同为爱育黎拔力八达侍从。元成宗大德十一年（1307年）担任翰林学士，转任典宝监卿、治书侍御史。元武宗至大元年（1308年），升任荣禄大夫，遥授中书省平章政事，改任侍御史，拜中书省参知政事。至大二年（1309年），以参知政事升任中书平章政事，行中书右丞。三十二岁时去世。